# Boneko
Boneko est un village du département du Nkam au Cameroun. Situé dans l'arrondissement de Yabassi, il est localisé sur la route piétonne qui relie Yabassi à Miang dans l'arrondissement de Dibombari. On y accède également par la rive droite du fleuve Wouri. 

## Population et environnement
En 1967, le village de Boneko avait 22 habitants. Le village fait partie du canton des Wouri Bossoua. La population de Boneko était de 16 habitants dont 10 hommes et 6 femmes, lors du recensement de 2005. 